# マーガレット・オブ・フランス
マーガレット・オブ・フランス（Margaret (Marguerite) of France, 1275年/1282年? - 1318年2月14日）は、プランタジネット朝のイングランド王エドワード1世の2度目の王妃。父はフランス王フィリップ3世、母はその2番目の王妃マリー・ド・ブラバン。エドワード2世（エドワード1世と最初の王妃エレノア・オブ・カスティルの息子）の王妃イザベラ・オブ・フランスは姪に当たる。
1299年、エドワード1世の後添えとして結婚した。2男1女が生まれ、2男が成人した。長男トマスはノーフォーク伯トマス・オブ・ブラザートンで、現在も続くイングランド筆頭公爵ノーフォーク公爵家の先祖の1人である。次男エドマンド・オブ・ウッドストックはケント伯爵となり、その娘ジョーンはエドワード黒太子の妃となった。